# 261291 Fucecchio
261291 Fucecchio è un asteroide della fascia principale. Scoperto nel 2005, presenta un'orbita caratterizzata da un semiasse maggiore pari a 2,9614005 UA e da un'eccentricità di 0,0658296, inclinata di 9,15576° rispetto all'eclittica.